# La Sâle
La Sâle est un sommet des Alpes valaisannes, en Suisse, situé dans le canton du Valais, qui culmine à 3 645 m d'altitude.
Situé entre le Pleureur au sud et la pointe du Vasevay au nord, entre le lac de Mauvoisin et le lac des Dix, il domine à l'ouest le val de Bagnes.